# Murailles d'Arcidosso

Les murailles d'Arcidosso (en italien : Mura di Arcidosso)  sont le système défensif de fortifications, remparts, tours et bastions, qui ceinturent la cité médiévale d'Arcidosso sur son promontoire collinaire (province de Grosseto).

## Historique
Au Moyen Âge, une double muraille a été construite pour protéger et défendre la vieille ville d'Arcidosso et la forteresse aldobrandesque, nommée la Rocca Aldobrandesca, siège du pouvoir exercé par la famille noble du XIIIe siècle à 1331. Les travaux de construction des murailles ont été réalisés en plusieurs fois.
Au cours des siècles suivants, de nombreuses rénovations et modifications ont été effectuées sur le double cercle de murs d'origine, entraînant un changement graduel et progressif du système défensif de la ville qui, cependant, dans certaines sections, a conservé les éléments stylistiques originaux de la période médiévale.

## Portes
- La Porta di Castello, avec un arc en plein cintre portant les armoiries des Médicis.
- La Porta dell'Orologio qui porte une plaque du royaume de Sardaigne.
- La Porta Talassese, qui porte le blason de la république de Sienne.

## Galerie

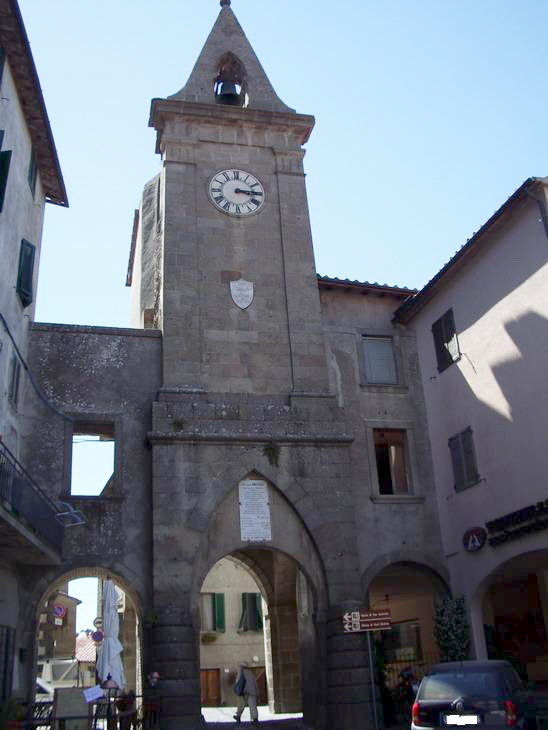
La Porta dell'Orologio.
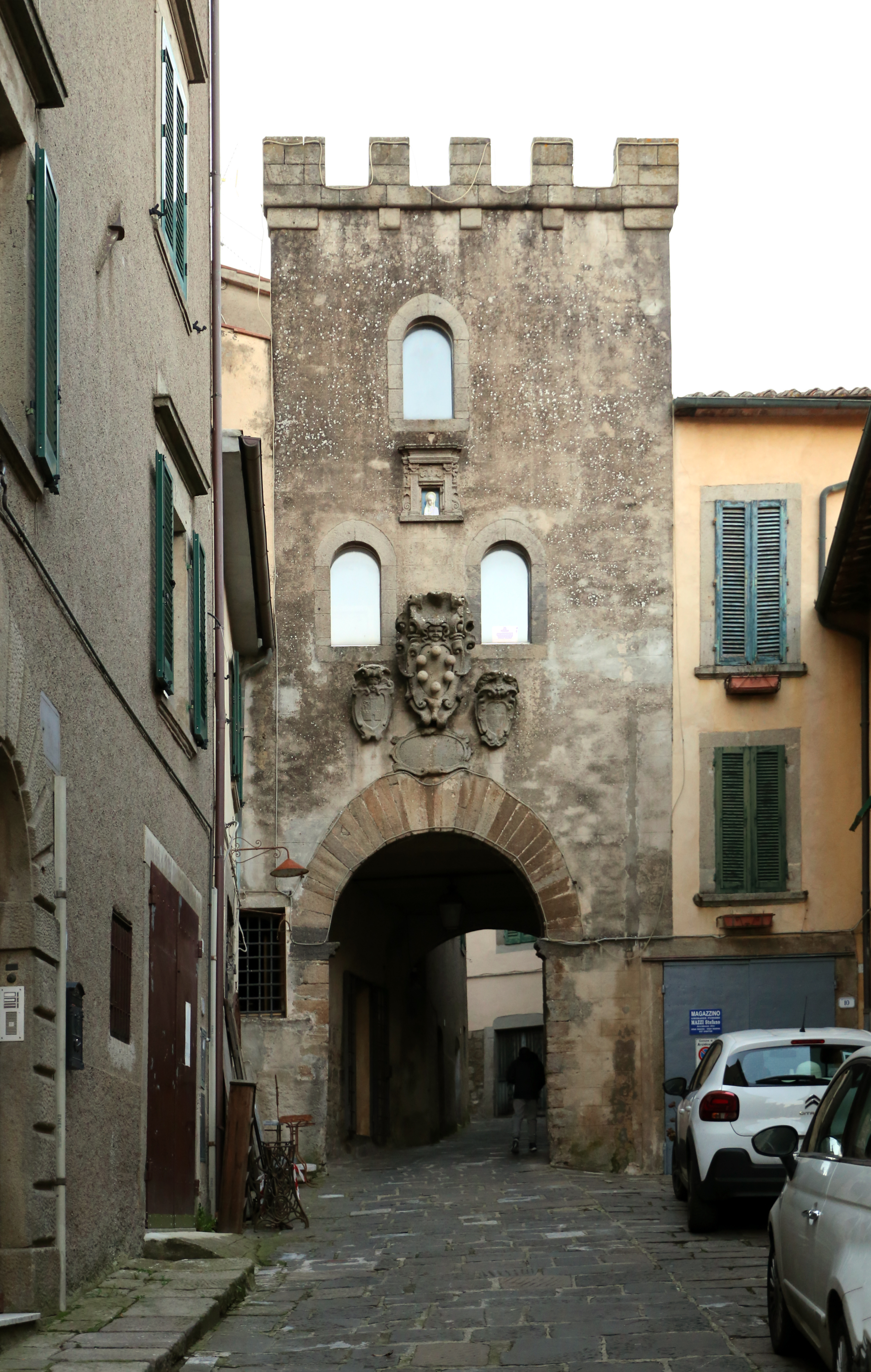
La Porta di Castillo.
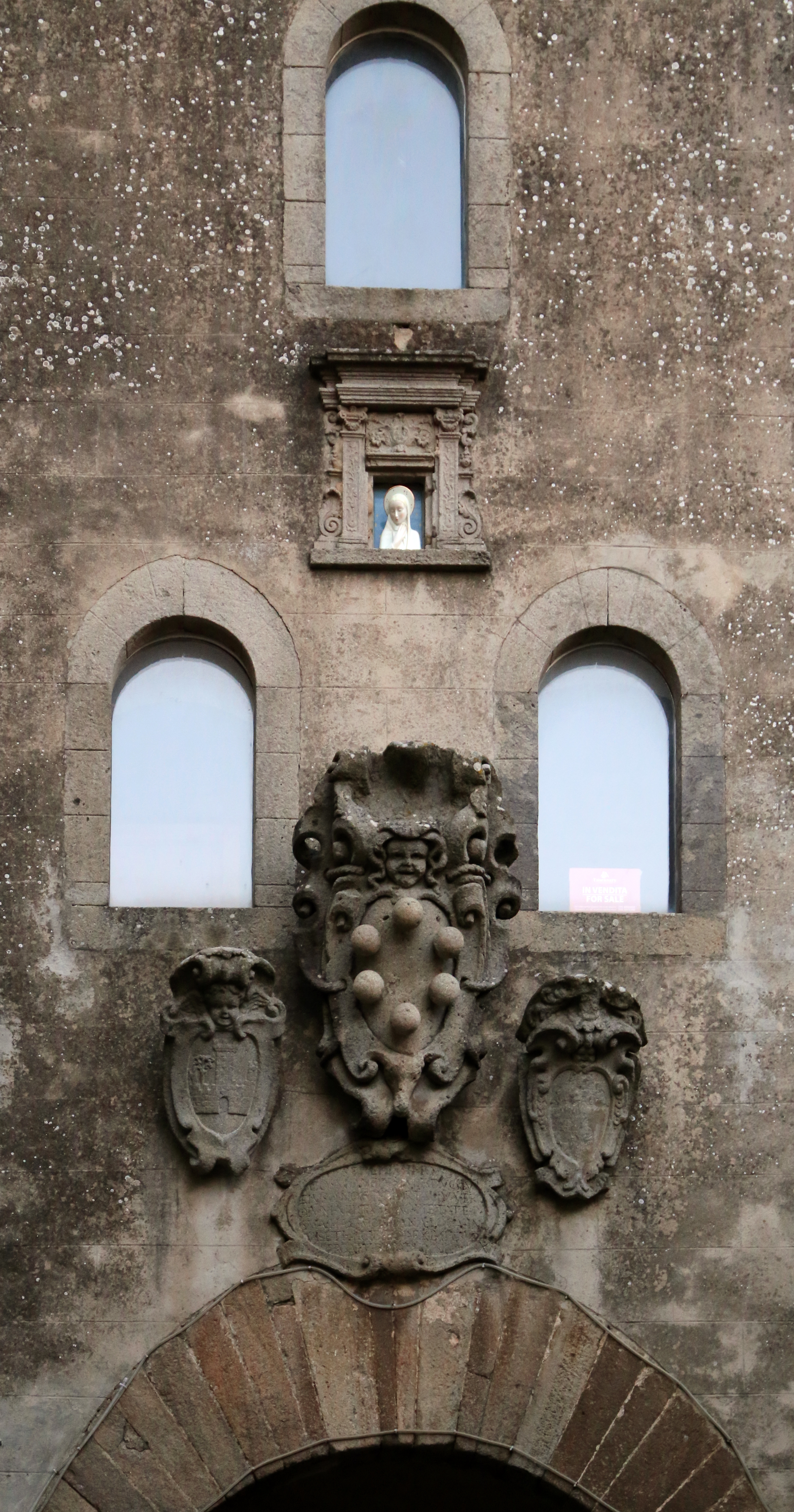
Le blason des Médicis.
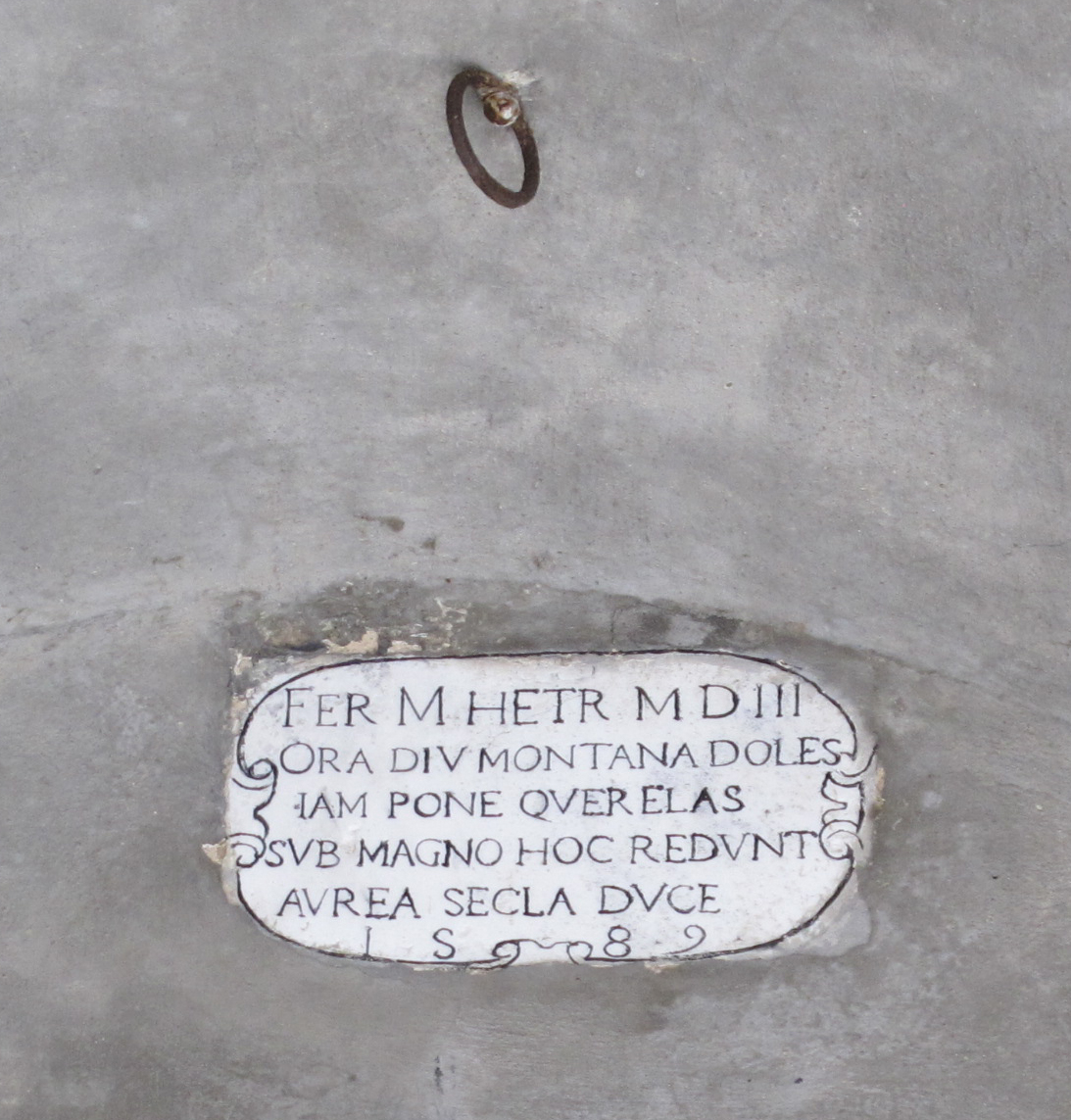
Plaque du Royaume de Sardaigne.
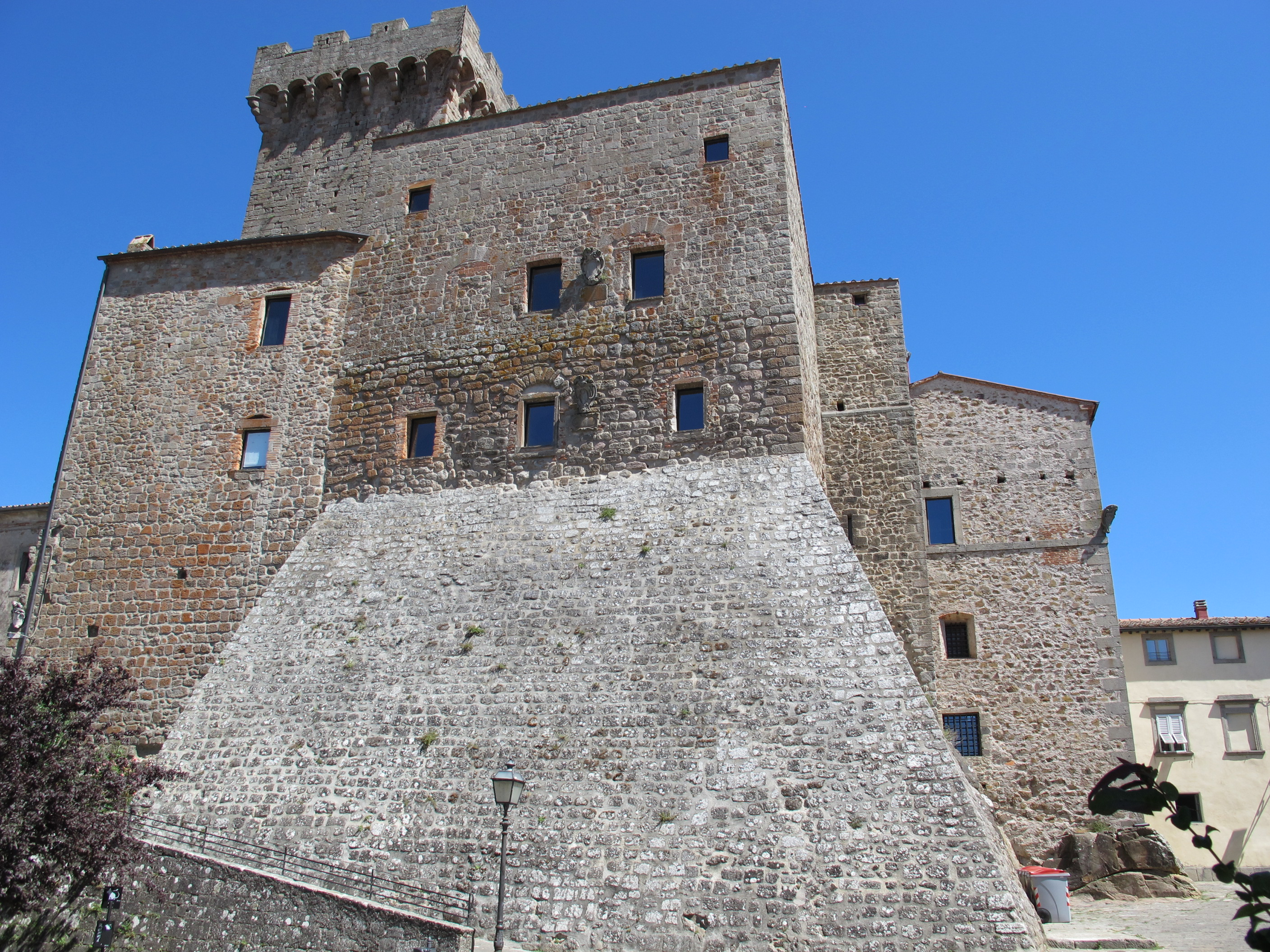
La Rocca Aldobrandesca.